# Katja Krasavice
Katja Krasavice, de son vrai nom Katrin Vogelová (née le 10 août 1996) est une vidéaste allemande.
Krasavice vit à Leipzig. Sa mère est d'origine tchèque.

## Carrière

### Vidéos
Sous le nom de Krasavice, qui vient du tchèque et signifie beauté ou belle femme, elle traite dans ses vidéos les thèmes du style de vie et de la sexualité. Ses caractéristiques principales sont ses seins hypertrophiés, sa robe sexy et son visage lourdement maquillé. Au début de ses vidéos, elle accueille généralement le public : « Bonjour, mes petites souris douces, c'est encore moi, votre Katja ». Krasavice veut adresser avec ses vidéos surtout à des internautes âgés de 16 à 25 ans. Elle fédère une audience fidèle en racontant sa vie sexuelle et fait des annonces de strip-tease devant sa webcam ou l'envoi de photos d'elle nue. Beaucoup de ses vidéos donnent l'impression qu'elle tient ses promesses. Dans la vidéo Mon premier tournage porno, elle explique avoir assisté au tournage mais n'a pas été actrice.
Son opération du nez et des seins est aussi l'objet de vidéos. Elle propose un calendrier pin-up pour l'année 2018.
La chaîne YouTube de Krasavice compte plus d'un million d'abonnés à la mi-mars 2018. Ses 157 vidéos ont été vues plus de 300 millions de fois.

### Musique
Krasavice publie son premier single, Doggy, fin novembre 2017, qui se classe septième dans les charts allemands dans la semaine du 1er décembre 2017. Les fans, qui ont précommandé leur chanson et lui ont envoyé une capture d'écran comme preuve, pouvaient obtenir son numéro de téléphone mobile.
Le 6 avril 2018, elle sort son deuxième single Dicke Lippen qui prend la première place en Autriche deux semaines plus tard.

### Discographie

#### Singles en tant qu'artiste principale
- 2017 : Doggy
- 2018 : Dicke Lippen
- 2018 : Sex Tape
- 2019 : Gucci Girl
- 2019 : Sugar Daddy
- 2019 : Wer bist du
- 2019 : Casino
- 2020 : Rodeo
- 2020 : Million Dollar A$$ (feat. Fler)
- 2020 : Ich seh
- 2020 : Alles schon gesehen
- 2021 : Highway (feat. Elif)
- 2021 : Friendzone
- 2021 : Crush (Amazon Exclusive)
- 2021 : Pussy Power
- 2021 : Raindrops (feat. Leony)
- 2021 : Narben (feat. Marwin Balsters)
- 2022 : Onlyfans
- 2022 : You're My Heart, You're My Soul (feat. Dieter Bohlen & Pietro Lombardi)
- 2023 : Frauen
- 2023 : Ich hab den schönsten Arsch der Welt

#### Singles en tant qu'artiste collaboratrice
- 2021 : Best Friend [Remix] (Saweetie feat. Doja Cat & Katja Krasavice)
- 2021 : Bad Bitch (Eunique feat. Katja Krasavice)